# Eupatolina
Eupatolina – organiczny związek chemiczny będący glikozydem eupatolityny, zawierający przyłączoną ramnozę. Występuje naturalnie m.in. w Eupatorium ligustrinum.